# Jørgen Aall
Jørgen Aall (22. února 1771 Porsgrunn – 7. dubna 1833 Porsgrunn) byl norský podnikatel a politik.

## Život
Jørgen Aall se narodil jako druhý syn obchodníka se dřevem Nicolaie Benjamina Aalla a jeho manželky Amjørg Jørgensdatter Wesseltoftovové. Oba jeho bratři Jacob Aall a Niels Aall působili jako politici a podnikatelé. V prosinci 1793 se oženil s Birgitte Gurine Weyerovou, se kterou měl pět dcer a jednoho syna. Nejprve pracoval ve společnosti svého otce, roku 1796 si však založil vlastní podnik. O dva roky později jeho otec zemřel a Aall po něm zdědil rozsáhlý majetek. Obchodoval především s obilím, dřevem a loďmi. V roce 1814 byl zvolen do norského Ústavodárného shromáždění a mezi lety 1815 a 1816 byl členem norského parlamentu. V roce 1818 jeho firma bankrotovala. Zemřel roku 1833.